# 로베르 드 클레르몽

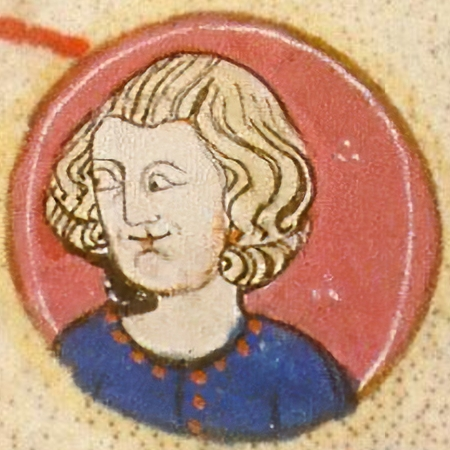

로베르 드 프랑스(프랑스어: Robert de France, 1256년 ~ 1317년 2월 7일) 은 프랑스 루이 9세와 마르그리트 드 프로방스(Marguerite de Provence)의 막내 아들이고 클레르몽텅보베지(Clermont-en Beauvaisis)의 백작이었고 부르봉가의 시조이다.
그는 그의 아버지로부터 클레르몽텅보베지 백작령을 받는다. (클레르몽페랑과 다른 지역이다.)
그는 1272년 부르봉의 영주 장(Jean)의 외동딸이자 상속인인 베아트리스 드 부르고뉴(Béatrice de Bourgogne)와 결혼을 했다. 그는 1283년 부르봉의 영주로 인정을 받았고 부르봉가의 시조와 프랑스 부르봉계열 왕들의 선조가 되었다.
베아트리스와 그는 6명의 자녀를 두었다.
- 루이 1세(Louis Ier de Bourbon), 부르봉 공작, 클레르몽과 라 마르슈(la marche)의 백작
- 브랑슈(Blanche), 1303년 오베르뉴와 부르고뉴의 백작(comte d'Auvergne et de Boulogne) 로베르 7세(Robert VII)와 결혼
- 장(Jean), 샤로래(Charolais)의 영주
- 마리(Marie)
- 피에르(Pierre)
- 마르그리트(Marguerite)